# Juan A. de la Peña
Juan A. de la Peña es una localidad del Partido-Municipio de Pergamino, interior de la Provincia de Buenos Aires, Argentina. Se encuentra sobre la Ruta Nacional 188 y forma parte de las localidades más próximas a la ciudad de Pergamino (a unos 10 km). A poco de salir del casco urbano pergaminense rumbo a la ciudad de San Nicolás, y una vez atravesados los barrios más alejados, se llega a la localidad de Peña.
Hacia mediados del siglo XX y en adelante se comenzaron a construir casas en forma paralela a la ruta que extendieron notablemente la ciudad hacia este sector. En el futuro, de continuar esta tendencia y producirse el loteamiento correspondiente, Peña formará parte de la ciudad.

## Historia
En la época de la construcción del ramal ferroviario las tierras de la estación y su entorno pertenecían a Eduardo Villa verde. Posteriormente las mismas fueron vendidas al poderoso comerciante pergaminense Ángel Godoy, quien formó allí una población a la que denominó "Villa Godoy". El 3 de febrero de 1884, se habilita el ramal ferroviario. La punta de riel había llegado allí poco más de un año antes. El 7 de agosto de 1889 se habilita la estación, la que primeramente fue designada como "Godoy". La ruta 188 finalizada en setiembre de 1932 junto al trazado ferroviario, hicieron que la vinculación con la ciudad fuera diaria.
En Juan A. de la Peña, como en otros lugares del partido, se cumple la costumbre de guardar dos nombres para una misma población. De estación "Godoy" a "Juan A. de la Peña" para terminar en "Villa Godoy" en el núcleo poblado. El 5 de mayo de 1905 se habilitó la estafeta de correos.

## Kilómetro 0 del Folklore
El 26 de febrero de 2019 se oficializó a la localidad de J. A. de la Peña como "Kilómetro 0 del Folklore". El Kilómetro 0 se utiliza para destacar una localización geográfica singular desde la cual se miden las distancias. Atahualpa Yupanqui, considerado como el músico argentino más importante y destacado de la historia del folklore argentino, nació en el Campo de la Cruz de J. A. de la Peña el 31 de enero de 1908 con el nombre de Héctor Roberto Chavero. Esta denominación fue aprobada por el Instituto Nacional de la Música (Inamu).

## Fiestas
La fiesta patronal de J. A. de la Peña, Nuestra Señora del Rosario de Pompeya, ocurre el 7 de octubre de cada año. Como en otros de nuestros pueblos, la capilla de la localidad no ocupa un lugar destacado frente a la plaza local. Está emplazada hacia el noreste del trazado urbano, en una manzana que es límite de lo edificado, casi donde Peña se interna en la zona rural. Su piedra fundamental fue colocada el 9 de agosto de 1964.
En Peña también se lleva a cabo la fiesta homenaje a Atahualpa Yupanqui. Atahualpa Yupanqui, nacido Héctor Roberto Chavero, es la expresión más acabada de la excelencia del folklore argentino. Recorrió el mundo con su guitarra enseñando con su humildad las más bellas expresiones de nuestra música nacional. Yupanqui nació en las cercanías de la localidad de Juan A. de la Peña en 1908.

## Espacios
Espacios públicos:
- Plaza Lorenzo Parodi
- Plazoleta Atahualpa Yupanqui
- Parque recreativo

Edificios públicos:
- Delegación municipal
- Centro de atención primaria Nicolás y Assunta Parodi
- Casa de la Cultura

Instituciones educativas:
- Escuela primaria N.º 19 Juan Larrea
- Escuela secundaria N.º 19
- Jardín de infantes N.º 920 Víctor F. Villegas

Otras instituciones:
- Capilla Ntra. Sra. de Pompeya
- Club Juventud Agraria
- Campo deportivo Club Juventud Agraria

Restaurantes:
- La Chuleta Cruda

Establecimientos comerciales:
- Verdulería Manzana Verde
- Panadería Panarisi
- Despensas y Anexos (quiosco y despensa)
- Heladería Luna Clara